# Django (2017)
Django is een Franse biografische film uit 2017 onder regie van Étienne Comar en gebaseerd op de roman Folles de Django van Alexis Salatko. De film ging op 9 februari in première als openingsfilm op het Internationaal filmfestival van Berlijn.

## Verhaal
De film vertelt het verhaal van de in België geboren Franse Sinti-gitarist Django Reinhardt. In 1943 bevindt Django zich in het bezette Frankrijk en hoewel de nazi’s tijdens de Tweede Wereldoorlog de zigeuners vervolgen laten ze hem met rust en vragen ze hem zelfs om te komen optreden in Berlijn. In plaats van op het aanbod in te gaan besluit hij te vluchten naar Zwitserland. Hij brengt ondertussen zijn tijd door in Savoie en Haute-Savoie, meer bepaald in Thonon-les-Bains.

## Rolverdeling
| Acteur              | Personage        |
| ------------------- | ---------------- |
| Reda Kateb          | Django Reinhardt |
| Cécile de France    | Louise de Klerk  |
| Antoine Laurent     |                  |
| Aloïse Sauvage      |                  |
| Maximilien Poullein | soldaat Billard  |
| Gabriel Mirété      | La Plume         |
| Hugues Jourdain     | Rossignol        |
| Àlex Brendemühl     | Hans Biber       |

## Productie
De filmopnamen gingen door vanaf april 2016 in Aix-les-Bains en Savoie. De muziekstukken werden gespeeld door de Nederlandse Gipsy jazzgroep Rosenberg Trio.